# Euphumosia obscura
Euphumosia obscura är en tvåvingeart som beskrevs av Paramonov 1960. Euphumosia obscura ingår i släktet Euphumosia och familjen spyflugor. Inga underarter finns listade i Catalogue of Life.